# Seznam dílů pořadu Ondra Kutil
Seznam dílů pořadu Ondra Kutil uvádí přehled všech částí tohoto pořadu vysílaných internetovou televizí Stream.cz.
| Pořadí | Název                                                  | Datum premiéry   |
| ------ | ------------------------------------------------------ | ---------------- |
| 1      | Hmoždinky                                              | 21. ledna 2016   |
| 2      | Zapojení pračky                                        | 28. ledna 2016   |
| 3      | Výměna elektrické zásuvky                              | 5. února 2016    |
| 4      | Lustr                                                  | 12. února 2016   |
| 5      | Oprava silikonu                                        | 20. února 2016   |
| 6      | Jak zapojit myčku                                      | 26. února 2016   |
| 7      | Výměna vložky v zámku                                  | 4. března 2016   |
| 8      | Jak uklidit domácnost bez použití čisticích prostředků | 11. března 2016  |
| 9      | Jak opravit vytržené panty na dvířkách skříňky         | 19. března 2016  |
| 10     | Jak zapojit televizi                                   | 25. března 2016  |
| 11     | Dětská atrakce                                         | 2. dubna 2016    |
| 12     | Domácí alarm zapojíte sami                             | 9. dubna 2016    |
| 13     | Příprava zahradního nábytku na sezónu                  | 16. dubna 2016   |
| 14     | Plíseň na zdi                                          | 23. dubna 2016   |
| 15     | Druhy lepidel a výroba lepidla na plasty               | 30. dubna 2016   |
| 16     | Jak chytře a levně vyměnit gumičky ve stěračích        | 7. května 2016   |
| 17     | Ucpaný odpad                                           | 13. května 2016  |
| 18     | Broušení nožů a nůžek                                  | 21. května 2016  |
| 19     | Pakování závitů                                        | 27. května 2016  |
| 20     | Rozdvojení vody                                        | 4. června 2016   |
| 21     | Bouchání skříněk                                       | 10. června 2016  |
| 22     | Jak vyměnit rozbitou dlaždici                          | 17. června 2016  |
| 23     | Výměna a seřízení pantu skřínky                        | 1. července 2016 |